# Frans van Schooten
Franciscus van Schooten (n. 1615 - d. 29 mai 1660 la Leiden) a fost un matematician neerlandez.
Este cunoscut pentru faptul că a popularizat opera lui René Descartes privind geometria analitică.
O teoremă din geometria triunghiului îi poartă numele.
1. 1 2  MacTutor History of Mathematics archive, accesat în 22 august 2017
2. ↑  Katalog der Deutschen Nationalbibliothek, accesat în 13 aprilie 2023
3. ↑  „Frans van Schooten”, Gemeinsame Normdatei, accesat în 16 decembrie 2014
4. ↑  Czech National Authority Database, accesat în 28 ianuarie 2023
5. 1 2 3 4 5  MacTutor History of Mathematics archive
6. ↑  Frans van Schooten, RKDartists, accesat în 9 octombrie 2017
7. ↑  Frans van Schooten (în neerlandeză), Biografisch Portaal
8. 1 2  Autoritatea BnF, accesat în 10 octombrie 2015
9. ↑  Frans van Schooten, Nationalmuseum, accesat în 9 octombrie 2017
10. ↑  Czech National Authority Database, accesat în 29 ianuarie 2023
11. ↑  RKDartists, accesat în 2 martie 2018
12. ↑  Czech National Authority Database, accesat în 7 septembrie 2021
13. 1 2  Czech National Authority Database, accesat în 1 martie 2022
14. ↑  Leidse Hoogleraren, accesat în 19 iunie 2019
15. ↑  Genealogia matematicienilor